# NGC 700
NGC 700 è una galassia lenticolare situata nella costellazione di Andromeda, a una distanza di circa 208 milioni di anni luce dalla nostra Via Lattea.

## Scoperta
La galassia è stata scoperta il 28 ottobre 1850 dall'astronomo irlandese Bindon Stoney.

## Gruppo di UGC 1344
NGC 700 fa parte del gruppo di UGC 1344, un raggruppamento che comprende almeno 7 altre galassie. Altre due galassie del New General Catalogue fanno parte di questo gruppo, NGC 688 e NGC 714.

## Gruppo di NGC 669
La galassia CGCG 522-30 fa parte del gruppo di NGC 669. Questa galassia viene talvolta incorrettamente identificata come NGC 700. Il gruppo di NGC 669 comprende oltre una trentina di galassie, 15 delle quali figurano nel New General Catalogue e 3 nell'Index Catalogue.

## Ammasso di galassie Abell 262
NGC 700 fa anche parte dell'ammasso di galassie Abell 262, un sotto-insieme del superammasso di Perseo-Pesci. Le altre galassie del catalogo NGC presenti in questo ammasso, che comprende più di 100 membri, sono: NGC 703, NGC 704, NGC 705, NGC 708, NGC 709, NGC 710, NGC 714, NGC 717 e NGC 759.

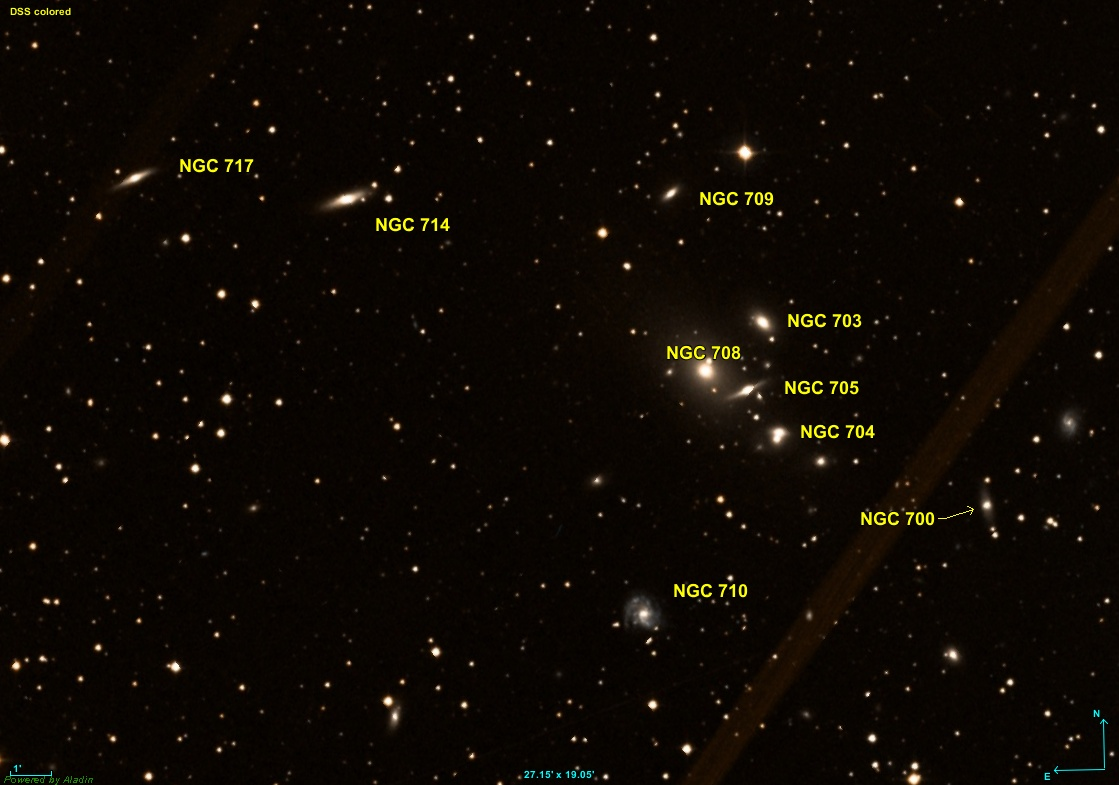
L'ammasso di galassie Abell 262.